# کتابخانه نیمه‌شب
کتابخانهٔ نیمه‌شب یک رمان فانتزی نوشته مت هیگ است که در ۱۳ اوت ۲۰۲۰ توسط انتشارات کنون‌گیت منتشر شده‌است. این رمان در ده قسمت از رادیو بی‌بی‌سی پخش شد.
قهرمان این کتاب زن جوانی به نام نورا سید است که از انتخاب‌های خود در زندگی ناراضی است. نیمه‌شبی او سعی می‌کند خود را بکشد، اما جایی بین مرگ و زندگی به کتابخانه‌ای می‌رسد که توسط کتابدار مدرسه‌اش، خانم الم اداره می‌شود. در این کتابخانه میلیون‌ها کتاب مملو از داستان‌هایی از زندگی او قرار دارد که اگر او تصمیم‌های متفاوتی گرفته بود، سرنوشتش متفاوت رقم می‌خورد. در این کتابخانه، او سپس سعی می‌کند زندگی‌ای را که در آن بیشترین موفقیت یا شادی را دارد، بیابد. برای مثال، در یکی از زندگی‌های احتمالی، او با دوست‌پسرش ازدواج می‌کند، اما زندگی‌اش آن‌طور که او انتظار داشت نیست. او همچنین خود را به عنوان یک یخچال‌شناس می‌بیند که در مجمع‌الجزایر سوالبارد در شمالگان تحقیق می‌کند. زندگی بسیار متفاوت با زندگی‌ای که او سعی می‌کند از آن فرار کند، اما لزوماً انتخاب بهتری نیست.

## بازخوردها
کتابخانهٔ نیمه‌شب توسط نیویورک تایمز، بوستون گلوب، و واشینگتن پست به‌عنوان پرفروش‌ترین کتاب معرفی شد. صبح بخیر آمریکا آن را به‌عنوان انتخاب باشگاه کتاب انتخاب کرد.
این کتاب همچنین نقدهای مثبتی از نیویورک تایمز، گاردین ، ZYZZYVA , اسکاتسمن ، ساندی تایمز ، ژورنال کتابخانه، نقد کرکوس، دریافت کرد. واشینگتن پست، پابلیشرز ویکلی، و ایندیپندنتپست و ان‌پی‌آر یک بررسی ترکیبی ارائه کرد.
این کتاب همچنین در فهرست‌های «بهترین» از کریستین ساینس مانیتور ، آمازون ، پیور واو ، لایت هاب، رادیو عمومی سنت لوئیس، و واشینگتن پست قرار گرفت.